# Lappvikkärret
Lappvikkärret är en sjö i Skellefteå kommun i Västerbotten och ingår i Byskeälven-Kågeälvens kustområde. Sjön har en area på 0,0313 kvadratkilometer och ligger 1,3 meter över havet.

## Delavrinningsområde
Lappvikkärret ingår i det delavrinningsområde (721131-175325) som SMHI kallar för Rinner mot Rösnäsfjärden. Medelhöjden är 27 meter över havet och ytan är 18,77 kvadratkilometer. Det finns inga avrinningsområden uppströms utan avrinningsområdet är högsta punkten. Avrinningsområdets utflöde mynnar i havet, utan att ha någon enskild mynningsplats. Avrinningsområdet består mestadels av skog (86 procent). Avrinningsområdet har 0,26 kvadratkilometer vattenytor vilket ger det en sjöprocent på 1,4 procent.